# Meriem Moussa
Meriem Moussa (in arabo مريم موسى‎?; 11 maggio 1988) è una judoka algerina.
Nel 2008 ha partecipato ai Giochi olimpici di Pechino 2008.

## Palmarès
- Giochi panafricani

Algeri 2007: oro nei -48kg;
Rabat 2019: bronzo nei -52kg;
- Campionati africani

Port Louis 2006: bronzo nei -48kg;
Agadir 2008: argento nei -48kg;
Port Louis 2009: oro nei -48kg;
Yaounde 2010: bronzo nei -52kg;
Port Louis 2014: bronzo nei -52kg;
Libreville 2015: bronzo nei -52kg;
Tunisi 2016: argento nei -52kg;
Antananarivo 2017: oro nei -52kg.
Tunisi 2018: bronzo nei -52kg;
Città del Capo 2019: bronzo nei -52kg;
- Universiadi

Shenzhen 2006: bronzo nei -48kg;
Bangkok 2006: bronzo nei -48kg;
- Giochi della solidarietà islamica

Baku 2017: bronzo nei -52kg.
- Campionati africani junior

Tunisi 2005: oro nei -48kg;
Sud Africa 2006: oro nei -48kg.